# Kongres Liberalno-Demokratyczny
Het Liberaal-Democratisch Congres (KLD) (Pools: Kongres Liberalno-Demokratyczny) was een centrumrechtse partij in Polen, die bestaan heeft in de jaren 1990-1994. De partij omschreef zichzelf als "pragmatisch liberaal" en sprak zich uit voor privatisering, de invoering van een markteconomie, integratie van Polen in westerse structuren, afrekening met het communistische verleden en een strenge scheiding van kerk en staat.

## Geschiedenis
Het oprichtingscongres van de KLD vond plaats op 29 en 30 juni 1990 en op 9 oktober van datzelfde jaar werd de nieuwe partij geregistreerd. Voorzitter van de partij werd Janusz Lewandowski. De KLD kwam voort uit een informele groepering die twee jaar eerder in Gdańsk tot stand was gekomen, het Liberaal Congres. Daarin waren naast Lewandowski ook Jan Krzysztof Bielecki, Donald Tusk en Jacek Merkel actief geweest.
Aanvankelijk opereerde de KLD binnen de Centrumalliantie (PC) van Jarosław Kaczyński en steunde als zodanig de kandidatuur van Lech Wałęsa in de presidentsverkiezingen van 1990. In maart 1991 verliet de KLD deze formatie, omdat het christendemocratische element er steeds meer de overhand kreeg. Wel vormde de KLD van januari tot december 1991 samen met de PC een minderheidsregering onder leiding van Jan Krzysztof Bielecki.
In de parlementsverkiezingen van 1991 kreeg de KLD 7,49% van de stemmen en behaalde daarmee 37 van de 460 zetels in de Sejm en 5 in de Senaat. Dit resultaat was vooral te danken aan de populariteit van premier Bielecki, die van alle kandidaten het hoogste aantal voorkeurstemmen behaalde. Toch bleef de KLD buiten de coalitieregering van Jan Olszewski en ging samen met de Democratische Unie (UD) oppositie voeren. Na de val van deze regering maakte de KLD van 1992 tot 1993 deel uit van de regering van Hanna Suchocka.
In de parlementsverkiezingen van 1993 behaalde de KLD slechts 3,99% van de stemmen en bleef daarmee onder de kiesdrempel van 5%. Dit had te maken met de impopulariteit van de economische hervormingen van de regering, beschuldigingen van corruptie aan het adres van enkele KLD-parlementariërs en de deelname van een nieuwe, door president Wałęsa gesteunde partij, het Partijloos Blok voor Steun aan de Hervormingen (BBWR).
Op 23 en 24 april 1994 kwam fuseerden de KLD en de UD tot Vrijheidsunie (Unia Wolności). Voorzitter van de nieuwe partij werd UD-leider Tadeusz Mazowiecki, vicevoorzitter werd Donald Tusk. In 2001 zouden veel voormalige leden van de KLD betrokken zijn bij de oprichting van het Burgerforum.